# Jagdschloss Mühlrose

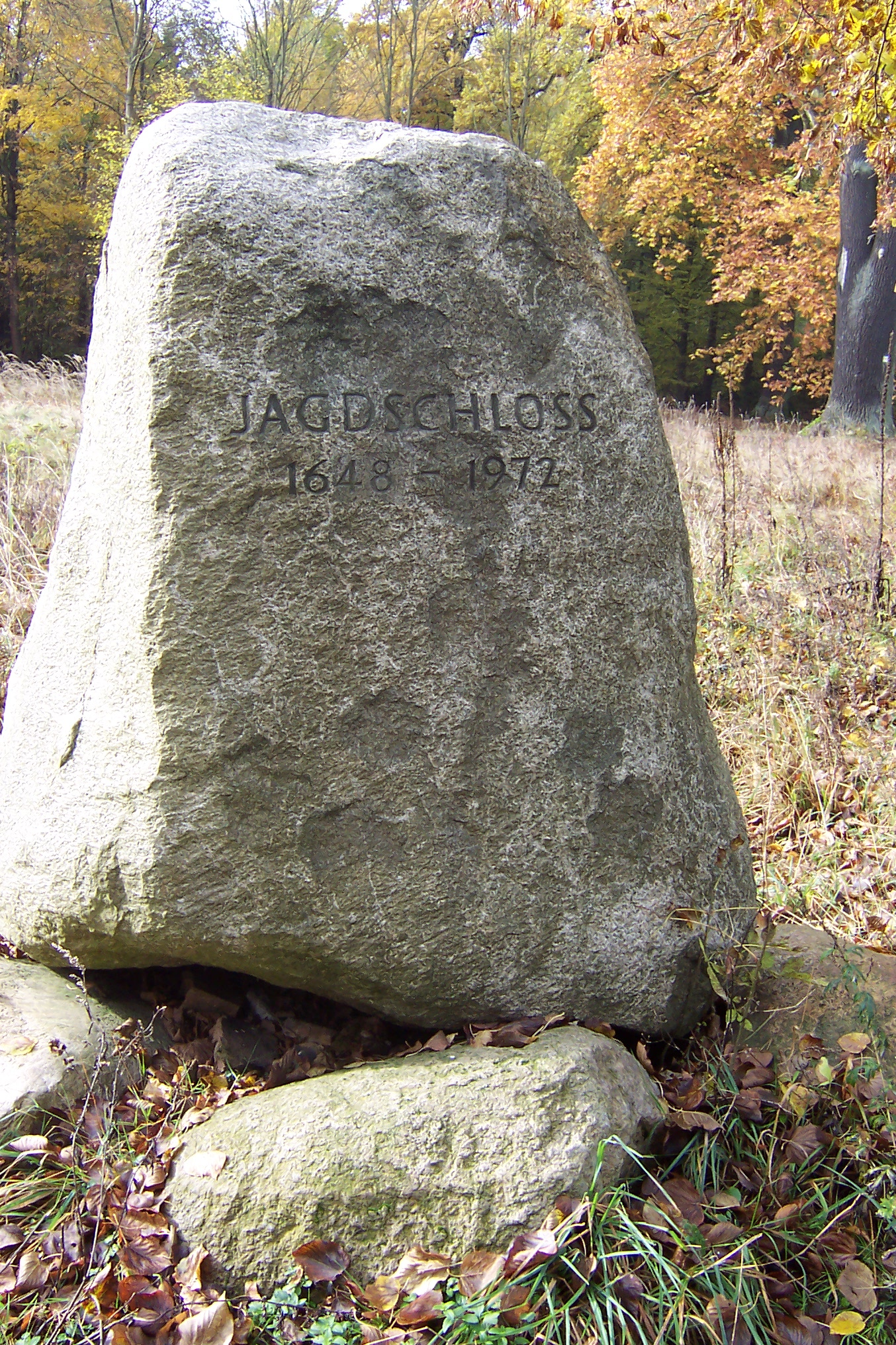
Der 1995 gesetzte Gedenkstein für das Jagdschloss

Das Jagdschloss Mühlrose war eine kleine Schlossanlage 5 km westlich von Weißwasser in den Wäldern der Muskauer Heide. Bis 1945 gehörte das Schloss zur Standesherrschaft Muskau. Wegen Baufälligkeit wurde es 1972 abgebrochen. Heute erinnert ein Gedenkstein an seine Existenz. In unmittelbarer Nähe befanden sich bauliche Anlagen der Oberförsterei „Waldschloss“, welche 1998 abgerissen wurden.
Das zu Mühlrose gehörende Jagdschlossgelände wurde in der ersten Hälfte der 2020er Jahre vom Tagebau Nochten überbaggert.

## Beschreibung
Beim Jagdschloss handelte es sich um eine Dreiflügelanlage in strenger Symmetrie. Der Bau war in verschiedenen Baustilen des Historismus ausgeführt. Die bestimmenden Bauteile waren der Tudorgotik und normannischen Stilelementen nachempfunden.
Das Schloss war eingeschossig. Die Gebäudeflügel trugen Giebeldächer. Der Mittelflügel war nach Süden ausgerichtet. Er hatte einen zweistöckigen, turmartigen, quadratischen Mittelbau. Dessen zinnenartige Mauerkrone mit Ecktürmchen vermittelte einen wehrhaften Eindruck. Die Dachplattform des Mittelbaus war über eine Leiter begehbar.
Der Hauptzugang erfolgte nordseitig vom Schlossinnenhof. Das Portal wurde durch einen mit Zinnen verzierten, bogenförmigen Vorbau geschützt. Südseitig war dem Mittelbau eine breite Aussichtsterrasse mit zwei Treppenaufgängen vorgelagert.

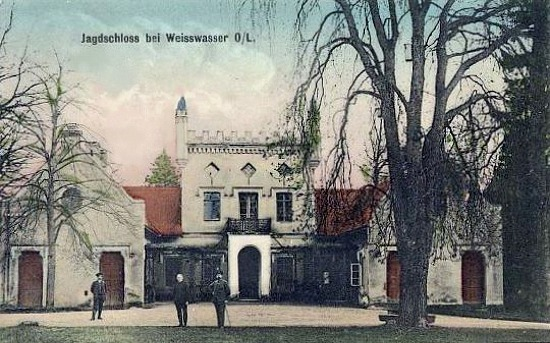
Das Jagdschloss von Norden aus gesehen, Postkarte um 1900

Der Mittelbau des Südflügels war mit je einem Saal in jedem Stockwerk ausgestattet. Die Gebäudeteile dieses Flügels, die sich links und rechts an den Mittelbau anlehnten, enthielten je einen großen Aufenthaltsraum. Diese konnten über Kamine beheizt werden. Deshalb waren diese Räumlichkeiten als Festsaal für die Jagdgesellschaften sowie als Unterkunft für die Herrschaftsfamilien und bedeutende Jagdgäste vorgesehen. Die Seitenflügel verfügten über je vier Räume. Diese waren nicht beheizbar und dienten nur der vorübergehenden Unterkunft.
An den Mittelflügel schloss sich rechts und links eine verzierte Mauer an. In dieser befand sich nach Osten zu, zwischen Jagdschloss und Oberförsterei, das sogenannte Normannische Tor. Dieses war mit zinnenbewehrten Türmchen versehen. Östlich des Tores schloss sich ein mit Zinnen ausgestattetes Torhaus an.

## Besitzgeschichte
Das Jagdschloss war bis 1945 immer im Besitz der Muskauer Standesherren. Am 25. April 1945 ergriffen die Truppen der Roten Armee vom Jagdschloss Besitz. Sie richteten hier kurzzeitig einen Führungspunkt ein. Mit dem Enteignungsschreiben vom 11. Juli 1945 ging das Schloss in Volkseigentum über. Im September 1945 wurden im Rahmen der Nutzung durch die Kreisverwaltung Rothenburg Umsiedler einquartiert.
Nach der Gründung der DDR wurde das Jagdschloss dem Staatlichen Forstwirtschaftsbetrieb Weißwasser zur Nutzung übergeben. Ab 1957 nutzte den Westflügel der VEB Geologische Forschung und Erkundung Freiberg. Bis zum Abbruch 1972 verblieb das Jagdschloss in der Nutzung dieser beiden Unternehmen. Der Grund und Boden ging 1998 in den Besitz der Lausitzer Braunkohle AG über und 2002 an die Vattenfall Europe Mining AG. Durch Verkauf von Vattenfalls Braunkohlesparte gehört der Grund seit 2016 der LEAG.

## Baugeschichte
Urkundliche Quellen zur Dokumentation der Baugeschichte und Ausstattung stehen nicht zur Verfügung. Genaue Kenntnis über die Beschaffenheit des Jagdschlosses liegt lediglich über die Bauphase seit dem letzten Drittel des 19. Jahrhunderts vor, weil nur diese Bauten ins 20. Jahrhundert überkommen sind. Aussagen zu früheren Bauten fußen meist auf einem Vergleich von topografischen Karten und den Forschungen der Gräfin Sophie von Arnim.
Es kann davon ausgegangen werden, dass Kurt Reinicke von Callenberg um 1650 im Waldgebiet westlich von Weißwasser ein Jagdhaus errichten ließ. Über Größe, Standort und Ausstattung ist nichts bekannt. Es wird sich aber nur um einen einfachen Holzbau gehandelt haben. Seine beiden Nachfolger bauten dieses Bauwerk aus und erweiterten diesen ersten Bau. Der letzte Besitzer aus der Familie Callenberg, Graf Hermann von Callenberg, hat dann zu Beginn des letzten Drittels des 18. Jahrhunderts den Holzbau durch ein Massivgebäude ersetzen lassen.
Aus seinem Tagebuch wissen wir, dass er wegen Unpässlichkeiten während einer Inspektionsreise im Jahr 1779 mehrere Tage im Jagdschloss pausieren musste. Der Bau war also für einen längeren Aufenthalt schon eingerichtet. Jedoch gibt es keine weiteren Aussagen über seine Beschaffenheit. Schriftliche Kunde zu diesem Bau besitzen wir von Nathanael Gottfried Leske, der am 12. Juli 1782 auf seiner Forschungsreise durch Sachsen die Waldgebiete der Muskauer Heide passierte. Er bezeichnet diesen ersten massiven Bau als Jagdschloss.
Aus der Karte des Leutnants von Putzky von 1823 erkennen wir einen groben Grundriss des Gebäudes. Die Karte zeigt drei U-förmig zueinanderstehende Gebäude. Der Gebäudeinnenhof ist nach Norden gerichtet. Dabei handelt es sich wahrscheinlich um den Bau, den Hermann von Callenberg um 1774 ausführen ließ, denn die Familie von Pückler hat zwischen 1785 und 1823 keine baulichen Veränderungen an den Außenanlagen vornehmen lassen. In seiner Korrespondenz vom 10. Juni 1817 an Lucie von Hardenberg benennt Graf Hermann von Pückler das Jagdschloss als einen noch auszuführenden Bau. Bei den Baumaßnahmen ab 1820 im Bereich des Jagdschlosses handelte es sich um die Errichtung von Nebengebäuden und Renovierungen am Schloss.
In der von Forstmeister Dittig um 1830/31 angefertigten Karte ist am gleichen Standort ein Dreiflügelbau verzeichnet. Nördlich von diesem befinden sich zwei weitere Gebäude, die L-förmig zueinander stehen. Der Gebäudekomplex trägt in der Karte die Bezeichnung Jagdhaus. Bei diesen Gebäuden kann es sich nur um das von Heinrich von Callenberg errichtete Jagdschloss sowie um die unter Fürst Pückler erbauten Forstbauten handeln. Denn schon 1840 beschreibt Heinrich Laube das Jagdschloss als altes verfallenes Schlösschen mit nur wenigen bewohnbaren Zimmern. Pückler hat wohl seinen Traum zur Neugestaltung des Jagdschlosses nie umgesetzt.

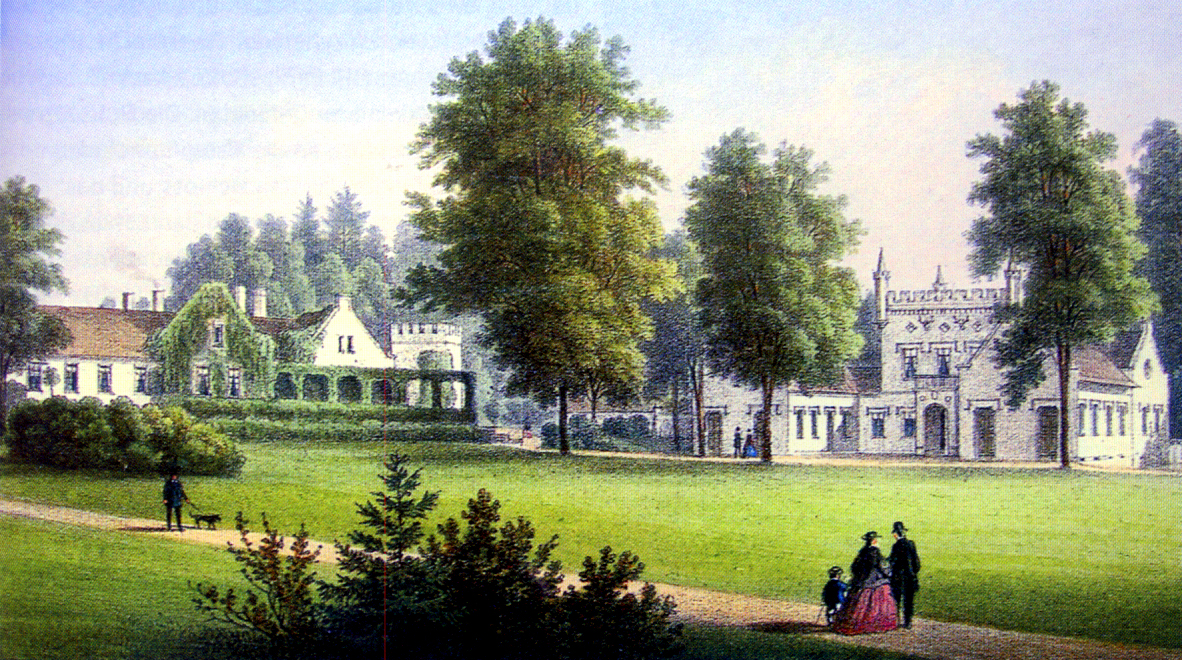
Das Jagdschloss rechts, links die Oberförsterei von Norden aus, Lithographie von 1870

Erst der Prinz der Niederlande schuf im Urwald bei Weißwasser ab 1854 jenen repräsentativen Bau, der der Bezeichnung Jagdschloss gerecht wurde. In der Generalkarte der Standesherrschaft von 1868/69 tragen diese Bauten die Bezeichnung Jagdschloss. Es ist eine Dreiflügelanlage zu erkennen. Die Bauten nördlich des Schlosses sind nicht mehr vorhanden. Dafür sind östlich vom Jagdschloss der neu geschaffene Komplex der Försterei zu erkennen. Die nachfolgenden Karten von 1888 und 1927 zeigen keine weiteren Veränderungen in den Grundrissen der Gebäude.
In den Jahren 1925/26 wurden unter Leitung des Berliner Architekten Otto Meyer die letzten baulichen Veränderungen vorgenommen. Diese hatten zum Ziel:
- die Vergrößerung der Terrasse auf der Südseite des Mittelflügels,
- Renovierung des Fassadenputzes,
- Umgestaltung des Portalvorbaus als Balkon und
- Innenrenovierungen.[12]

Um 1955 gab es Vorstellungen, das nicht mehr genutzte Jagdschloss in ein Kinderferienlager umzubauen. 1961 wurde das Gebäude unter Denkmalschutz gestellt. Die Rekonstruktion verlief aber nur schleppend. Schon 1963 wurden das nach 1945 beschädigte Normannische Tor und die Schlossmauer wegen Einsturzgefahr abgetragen. Mit der Erklärung des Gebietes zum Bergbauschutzgebiet wurden 1964 alle Baumaßnahmen eingestellt. Das Jagdschloss verfiel zusehends und wurde 1972 gesprengt. Lediglich das Torhaus des Normannischen Tores blieb noch bis 1998 erhalten.

## Die Försterei am Jagdschloss

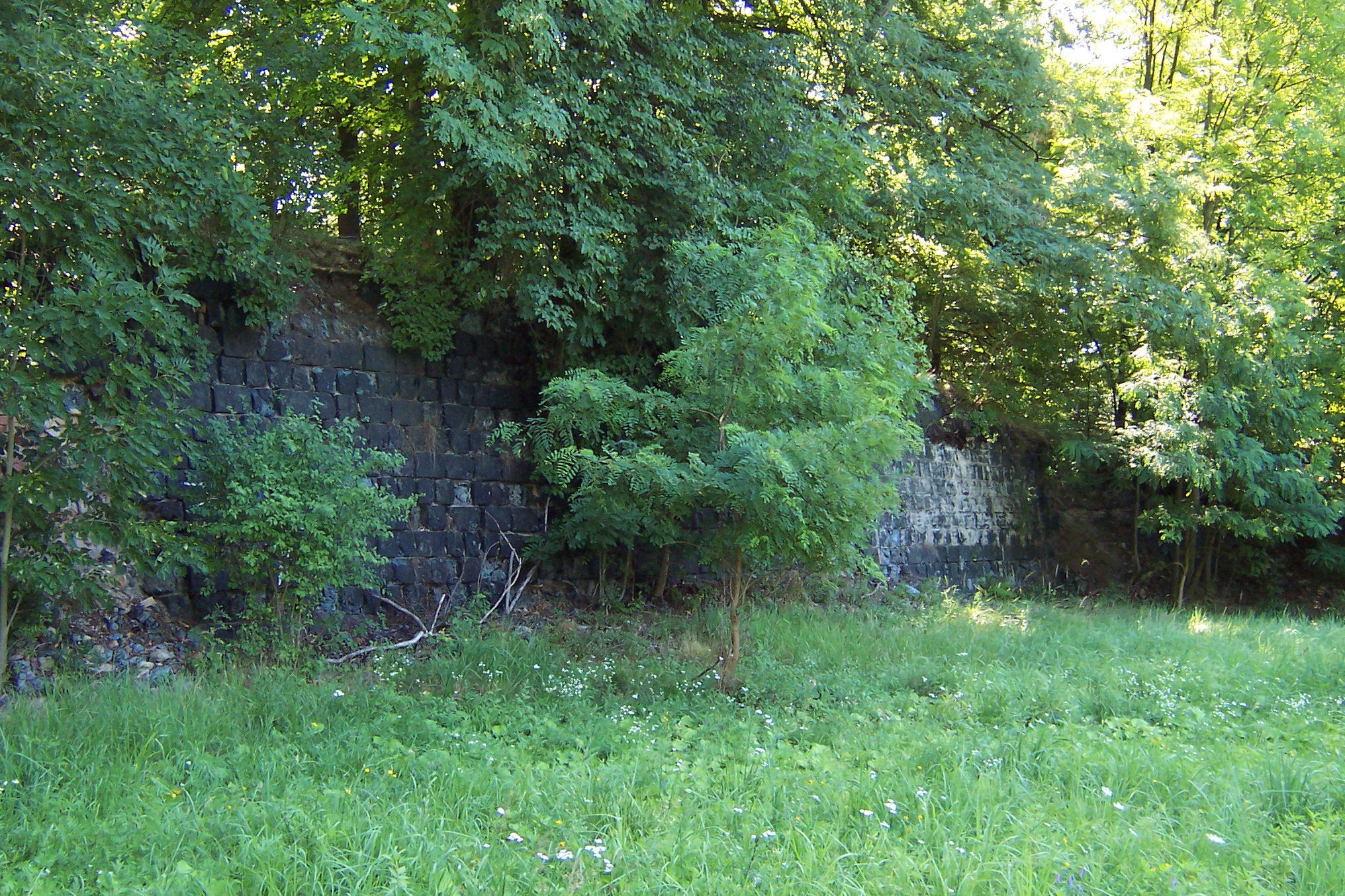
Die Stützmauer aus Raseneisenerzschlackesteinen begrenzte den Standort der Oberförsterei gegen das Waldgebiet nach Osten.

Die ersten forstwirtschaftlichen Nutzungsbauten im Urwald bei Weißwasser entstanden schon in der Zeit der Callenbergs. In seinen Tagebucheintragungen von 1779 erwähnt Heinrich von Callenberg einen Eichenschuppen zur Saatguteinlagerung. In die Zeit des Fürsten Pückler fällt die Nutzung der Nebengebäude beim Jagdschloss durch Forstpersonal der Standesherrschaft.
Der Prinz der Niederlande ließ dann in der 2. Hälfte des 19. Jahrhunderts im Rahmen der Reorganisation der Forstverwaltung die alten Forstbauten abbrechen und den ansehnlichen Komplex der Försterei östlich neben dem Schloss errichten. Die Gebäude wurden ständig erweitert und boten zuletzt dem Forstamt Platz sowie mehreren Forstfamilien Wohnung. Die letzten Bewohner verließen Anfang der 1980er Jahre die Gebäude. Nach der Wende verfielen diese schnell. 1998 wurden die noch vorhandenen Gebäudereste wegen Baufälligkeit abgebrochen. Heute erinnert noch eine Stützmauer aus Raseneisenerzschlackesteinen an den ehemaligen Standort.

## Waldeisenbahn Muskau
| \| \| \| von Muskau \| \| \| \| \| nach Ziegelei \| \| \| \| \| Weißwasser \| \| \| \| \| Bahnstrecke Berlin–Görlitz \| \| \| \| \| Tiergarten Ost \| \| \| \| \| \| \| \| \| \| Jagdschloss \| \| \| \| \| Ladegleis \| \| \| \| \| \| \| \| \| \| Tzschelln \| \| \| \| \| Ruhlmühle \| \| |  |                            |                            |
| Strecke |  | von Muskau                 | von Muskau                 |
| Abzweig ehemals geradeaus und nach rechts |  | nach Ziegelei              | nach Ziegelei              |
| Dienststation / Betriebs- oder Güterbahnhof (Strecke außer Betrieb) |  | Weißwasser                 | Weißwasser                 |
| Kreuzung geradeaus oben (Strecke geradeaus außer Betrieb) |  | Bahnstrecke Berlin–Görlitz | Bahnstrecke Berlin–Görlitz |
| Bahnhof (Strecke außer Betrieb) |  | Tiergarten Ost             | Tiergarten Ost             |
| Strecke von links (außer Betrieb) · Abzweig geradeaus und nach rechts (Strecke außer Betrieb) |  |                            |                            |
| Kopfbahnhof Streckenende (Strecke außer Betrieb) · Strecke (außer Betrieb) |  | Jagdschloss                | Jagdschloss                |
| Abzweig geradeaus und nach links (Strecke außer Betrieb) |  | Ladegleis                  | Ladegleis                  |
| Abzweig geradeaus und nach links (Strecke außer Betrieb) · Strecke von rechts (außer Betrieb) |  |                            |                            |
| Strecke (außer Betrieb) · Kopfbahnhof Streckenende (Strecke außer Betrieb) |  | Tzschelln                  | Tzschelln                  |
| Kopfbahnhof Streckenende (Strecke außer Betrieb) |  | Ruhlmühle                  | Ruhlmühle                  |

Der Muskauer Standesherr Graf Hermann von Arnim ließ 1895 zur Erschließung der Wälder und Rohstoffvorkommen im Umfeld von Muskau und Weißwasser eine Pferdebahn mit einer Spurweite von 600 mm anlegen. Außerdem sollten damit die entstandenen Industriebetriebe (Braunkohlegruben, Ziegeleien, Sägewerke, Papierfabriken und Glashütten) an das Bahnnetz angeschlossen werden. Schon 1895 wurden die ersten beiden Dampfloks angeschafft. Bis zur Jahrhundertwende wuchs das Gleisnetz auf etwa 50 km. Ein Zweig der Strecke von Weißwasser zur Ruhlmühle führte bis zum Jagdschloss.